# Haverslev
Haverslev ist ein Ort im Norden der dänischen Halbinsel Jütland. Er gehört zur Gemeinde Rebild in der Region Nordjylland und zählt 726 Einwohner (1. Januar 2009).

## Entwicklung der Einwohnerzahl
| Jahr             | Einwohner |
| ---------------- | --------- |
| 9. November 1970 | 524       |
| 1. Januar 1976   | 529       |
| 1. Januar 1981   | 587       |
| 1. Januar 1986   | 601       |
| 1. Januar 1990   | 615       |
| 1. Januar 1996   | 639       |
| 1. Januar 2000   | 656       |
| 1. Januar 2004   | 670       |
| 1. Januar 2008   | 708       |
| 1. Januar 2009   | 726       |

## Verwaltungszugehörigkeit
- bis 31. März 1970: Landgemeinde Brorstrup-Haverslev, Ålborg Amt
- 1. April 1970 bis 31. Dezember 2006: Nørager Kommune, Nordjyllands Amt
- seit 1. Januar 2007: Rebild Kommune, Region Nordjylland